# MacBook系列

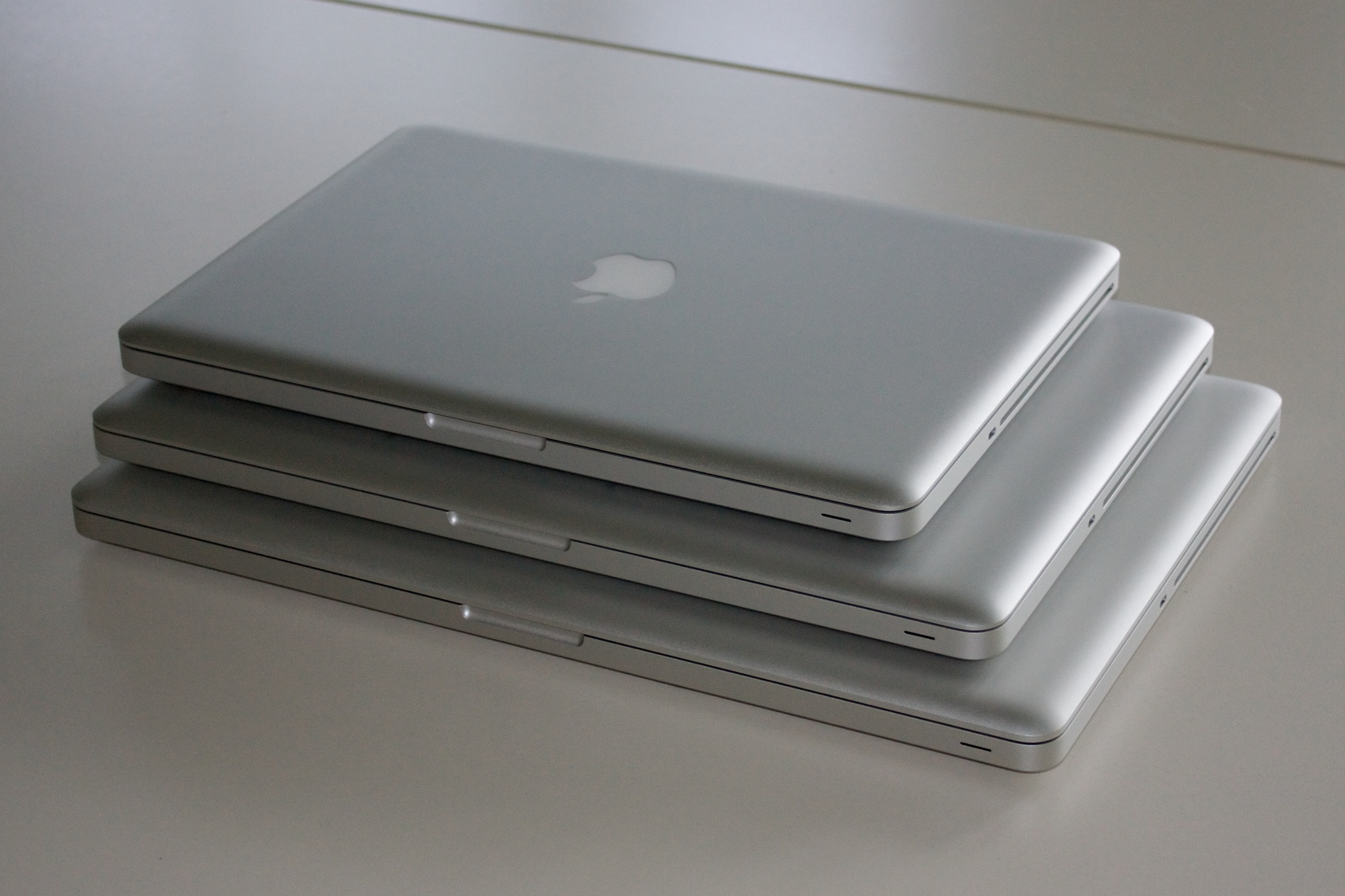
三款不同大小的 MacBook Pro

MacBook是蘋果公司一系列Macintosh筆記型電腦，整合了過住的iBook和PowerBook系列，同時處理器由IBM PowerPC遷移到Intel x86，並在2020年處理器由Intel x86平台遷移到Apple自己設計的Apple Silicon ARM平台。

## 在售產品
| 產品     | MacBook Air  | MacBook Pro  |
| 產品特徵 | 輕薄本       | 高性能本     |
| 尺寸     | 13.6"、15.3" | 14.2"、16.2" |

停产的MacBook家族的成员包括MacBook (2006—2012年)诸型号、MacBook (2015—2019年)诸型号、Intel芯片的MacBook Air诸型号及Intel芯片的MacBook Pro诸型号。

## 簡介
大部份MacBook都採用銀色鋁製外殻，第一款採用此設計的機型是MacBook Air。鍵盤則是黑底白字，並有白色背光燈。

## 外部連結
官方網站（台灣） （页面存档备份，存于）